# Lanišće
Lanišće je naselje i općina na Ćićariji u Istarskoj županiji, Hrvatska.

## Općinska naselja
Sastoji se od 16 naselja (stanje 2021.), to su: Brest, Brgudac, Brljavci, Černehi, Dane, Jelovice, Klenovšćak, Kropinjak, Lanišće, Podgaće, Prapoće, Račja Vas, Rašpor, Slum, Trstenik i Vodice.

## Zemljopis
Općina Lanišće prostire se u brdsko-planinskom području Ćićarije koja se nalazi na sjeveroistoku Istarskog poluotoka i na Krasu, sjeverno od ceste Lupoglav - Buzet. Granice Istre na Ćićariji nisu točno određene, pa sjeverozaoadno područje općine (Dane - Jelovice)  geografski spada u područje Krasa i čini dio Južnog krasa koji se još naziva i Ćićarijski kras. Na sjeverzapadu graniči sa Slovenijom, na sjeveru i istoku s krškim dijelom općine Matulji, a na jugoistoku je općina povezana s planinom Učkom, jugozapadnu granicu čini greben koji je od srednjoistarske zone viši od 200 do 400 metara, a sjeveroistočni planinski lanac s više vrhova višim od 1000 metara.
Općina Lanišće prostire se od planine Žbevnice do Oštrog vrha na površini od 143,13 km² (14.313 ha). Za razliku od većine krških područja, cijeli prostor Ćićarije dobro je opskrbljen vodom.

## Stanovništvo
Po popisu iz 2001. u općini Lanišće je živjelo 398 stanovnika. Nacionalni sastav je bio sljedeći:
- Hrvati 379 (95.23%)
- regionalno opredijeljeni 10 (3.77%)
- neopredijeljeni 5 (2.51%)
- Slovenci 2 (0.50%)
- Srbi 1 (0.25%)
- ostali 1 (0.25%)

| broj stanovnika | 3820  | 4109  | 4264  | 4555  | 4870  | 4756  | 2811  | 4151  | 3235  | 2698  | 1715  | 927   | 624   | 621   | 398   | 329   | 268   |
|                 | 1857. | 1869. | 1880. | 1890. | 1900. | 1910. | 1921. | 1931. | 1948. | 1953. | 1961. | 1971. | 1981. | 1991. | 2001. | 2011. | 2021. |

| broj stanovnika | 460   | 499   | 571   | 576   | 640   | 650   |       | 1979  | 518   | 489   | 288   | 167   | 115   | 181   | 94    | 88    | 68    |
|                 | 1857. | 1869. | 1880. | 1890. | 1900. | 1910. | 1921. | 1931. | 1948. | 1953. | 1961. | 1971. | 1981. | 1991. | 2001. | 2011. | 2021. |

## Uprava
Na Lokalnim izborima 2021. godine za Općinsku načelnicu u svom drugom mandatu izabrana je nezavisna kandidatkinja Roberta Medica.

## Povijest
Općina Lanišće ustrojena je 1992. godine temeljem Zakona o područjima Županija, gradova i općina u RH kao dio bivše Općine Buzet.

## Gospodarstvo
Od oko 8.000 ha poljoprivrednog zemljišta na području općine na oranice otpada svega 200 ha, a ostatak čine pašnjaci i livade. Pašnjake potpuno obrašćuju pojedine drvenaste vrste, ponegdje je došlo do promjene u flornom sastavu ali još uvijek su dobri za ispašu.
Ratarske su površine ograničene na krška polja i male ponikve u okolici naselja. Danas se za vlastite obiteljske potrebe obrađuje jedan dio ratarskih površina, a stoka (goveda, ovce, koze, svinje) uzgaja se također uglavnom za vlastite potrebe.
Šume, koje zapremaju oko 6.500 ha u dobrom su stanju. Uglavnom su to niske termofilne šume i šikare hrasta medunca i crnog graba, a u višim, te sjeveru izloženim nižim dijelovima pojedinih obronaka visoke bukove šume. Relativno velike površine zasađene su crnogoričnim vrstama, od kojih je najzastupljenjiji crni bor.
Na cijelom području Općine Lanišće ustanovljeno je lovište "Ćićarija" površine 14.398 ha kojom gospodari lokalno lovačko društvo.
Jedini industrijski objekt na cijelom prostoru je tvornica drvene ambalaže "Ambalaža" u općinskom središtu Lanišće koja upošljava 20-ak radnika.

## Poznate osobe
- Mirko Vratović, hrv. pravnik i političar
- Vladimir Vratović, hrv. klasični filolog
- Mate Žmak-Matešić, hrv. publicist i kroničar
- Antun Žmak, hrv. učitelj i narodni preporoditelj
- Miroslav Bulešić, hrvatski katolički svećenik i mučenik
- Stjepan Cek, slov. svećenik, župnik za vrijeme mučeništva bl. Miroslava Bulešića

## Spomenici i znamenitosti
- Crkva sv. Lucije u Trsteniku
- Izvor pitke vode u Račjoj Vasi

## Kultura
Svake godine zadnje nedjelje u svibnju održava se manifestacija "Zarozgajmo na Ćićariji". To je smotra i izložba glazbala, nošnji i drugih specifičnih etnografskih predmeta istarskog sjevera, etno kuhinja tradicijskih jela i pića. Bugarenje je očuvan, specifičan način pjevanja, svojstven samo području Ćićarije.  
Manifestacija "Zarozgajmo na Ćićariji" ima cilj očuvati tradiciju specifične izvorne narodne glazbe na Ćićariji zvano "Bugarenje". Izraz „bugarenje“ prvi su puta unijeli u stručnu terminologiju Ivan Matetić Ronjgov i Slavko Zlatić. Sami Ćići nikada nisu za svoje starinsko pjevanje rekli da je to bugarenje, već će reći da će „zarozgat“. Do današnjih dana bugarenje je ostalo gotovo neistraženo, neobrađeno i neobjašnjeno. Bugarenje je pjevanje u dvoglasju, a izvodi se skupno. Osnovni napjev u pravilu izvodi jedan pjevač na kojega se kasnije nadovezuju drugu (gornja i donja dionica). Karakterističan je završetak pjevanja padom donje pjevačke dionice. To je oblik pjevanja kod kojega se  u osnovi pjeva lirsko-epski tekst i to na štokavici ili čakavici. Vjerojatno tekst u pjesmama bugarenja vuče korijene iz davnine. 
Svatko tko je ijednom čuo bugarenje, složit će se da je to rustikalno i gromko pjevanje. Netempiranost bugarenja vrlo je izrazita. Sam smještaj Ćićarije u planinskom lancu sjeverne Istre, koji zatvara Istarski poluotok, daje obilježje bugarenja. To je područje krškog dijela Istre, koje je od ljudi ovoga kraja stvorila gorštake otpora izražaja različite od ostalih stanovnika Istre. Tako je i bugarenje odolijevalo utjecaju izvana, te ostalo u pravdanom obliku.
Ćići su oduvijek bili odlični pjevači. Bugarilo se na svim mjestima Ćićarije, a pjevalo je staro i mlado. Povezanost Ćića s crkvom je velika, tako da i ona daje svoj doprinos u narodnom pjevanju. U Lanišću se i danas pjeva starinska maša koja je izvorno vezana s Ćićarijom i to je jedan oblik bugarenja.
Iz godine u godinu bugarenje je polako odumiralo i ostalo je vrlo malo onih koji su znali i koji su javno bugarili. Srećom, 1976. godine donekle je prekinuta ta tendencija i pod vodstvom Mladenke Šverko Cotić okupljena je ženska vokalna skupina Lanišće koja do danas  djeluje, javno nastupa i njeguje bugarenje. 
Nažalost, bugarenje polako odumire. Taj način pjevanja gubi bitku s modernom glazbom. Da nije Ženske vokalne skupine Lanišće, ona se već nekoliko godina ne bi više čula,  iako narodna pjesma i ples Istre doživljava svoje ponovno rođenje. Sve je više onih koji pjevaju i plešu istarsku glazbu. To se ne može reći i za bugarenje jer je ono vezano samo za područje Ćićarije.

## Sport
Na području Općine Lanišće djeluju sportski klubovi:
Boćarski klub "Lanišće“
Boćarski klub "Žbevnica“
Boćarski klub "Ćićarija“

## Vanjske poveznice
- Općina Lanišće  Arhivirana inačica izvorne stranice od 1. rujna 2014. (Wayback Machine)

|  | Zajednički poslužitelj ima još gradiva o temi Lanišće |